# ジロ・デ・イタリア 1984
ジロ・デ・イタリア 1984(Giro d'Italia 1984) は、自転車による競走である「ジロ・デ・イタリア」の67回目のレースである。1984年5月17日から6月10日まで、全22ステージで行われた。

## 概要
前年のツール・ド・フランスにおいて、見事ベルナール・イノーの代役を果たして総合優勝したローラン・フィニョンが、当年はダブルツールを目指して登場した。また、当年年初にアワーレコードを更新（後に非公認記録となる）し、春のクラシックレースのミラノ～サンレモを初制覇したフランチェスコ・モゼールが、悲願のジロ制覇を目指した。今大会は序盤から両雄が激しくマリア・ローザ争いを演じ、結局この2人だけが今大会でマリア・ローザを着用した。
プロローグ（5kmタイムトライアル）では、モゼールがフィニョンに16秒差を付けて制したが、翌日のチームタイムトライアルで競われた第1ステージで、モゼールのGis Gelatiに27秒の差を付けてフィニョン率いるRenalut-Elfが区間優勝して、モゼールからフィニョンにマリア・ローザが移動した。
第4ステージまで大きな変動もなく迎えた第5ステージは山頂ゴールだったため、モゼールに対してフィニョンがリードを広げることが予想されていたが、予想を覆し区間2位に入ったモゼールに対して、フィニョンはゴール前４kmでハンガーノックとなり、モゼールに59秒遅れてゴールしたため、マリア・ローザはモゼールへと移動した。
フィニョンは、第9・第13の山岳ステージで区間2位に入り、モゼールに39秒まで詰め寄るが、ミラノでの第15ステージのタイムトライアルでフィニョンに1分28秒の差を付けて区間優勝したモゼールは、総合でもフィニョンに2分7秒差でマリア・ローザを保持して２週目を終了した。
第20ステージを制したフィニョンが久々にモゼールからマリア・ローザを奪回した。しかし、モゼールとの差はわずかで、最終ステージの個人タイムトライアルまで決着は持ち越しとなった。そして、最終ステージにおいてモゼールがアワーレコード更新を果たした脚力により再びフィニョンを逆転して、悲願の総合優勝を果たした。

## 結果

### 総合成績
|    | 選手名                           | 国籍       | 時間           |
| -- | -------------------------------- | ---------- | -------------- |
| 1  | フランチェスコ・モゼール         | イタリア   | 98時間32分20秒 |
| 2  | ローラン・フィニョン             | フランス   | +1分03秒       |
| 3  | モレノ・アルゼンティン           | イタリア   | +4分26秒       |
| 4  | マリノ・レハレタ                 | スペイン   | +4分33秒       |
| 5  | ヨハン・ファンデルフェルデ       | オランダ   | +6分56秒       |
| 6  | ジャンバッティスタ・バロンケッリ | イタリア   | +7分48秒       |
| 7  | ルシアン・バンインプ             | ベルギー   | +10分19秒      |
| 8  | ビート・ブロー                   | スイス     | +11分39秒      |
| 9  | マリオ・ベッキア                 | イタリア   | +11分41秒      |
| 10 | ダク・エリック・ペデルセン       | ノルウェー | +13分35秒      |

### マリア・ローザ保持者
| 選手名                   | 国籍     | 首位区間                   |
| ------------------------ | -------- | -------------------------- |
| フランチェスコ・モゼール | イタリア | プロローグ、第5-第19、最終 |
| ローラン・フィニョン     | フランス | 第1-第4、第20-第21         |

### 各部門賞結果
| 第67回 ジロ・デ・イタリア 1984 |                                         |
| 全行程                         | 22区間、3797km                          |
| 総合優勝                       | フランチェスコ・モゼール 98時間32分20秒 |
| 2位                            | ローラン・フィニョン +1分03秒           |
| 3位                            | モレノ・アルゼンティン +4分26秒         |
| ポイント賞                     | ウース・フローラー 178ポイント          |
| 2位                            | ヨハン・ファンデルフェルデ 172ポイント  |
| 3位                            | フランチェスコ・モゼール 168ポイント    |
| 山岳賞                         | ローラン・フィニョン 53ポイント         |
| 2位                            | フラヴィオ・ツァッピ 40ポイント         |
| 3位                            | モレノ・アルゼンティン 30ポイント       |
| 新人賞                         | シャーリー・モテ 99時間2分11秒          |